# VTV5 Tây Nam Bộ
VTV5 Tây Nam Bộ là kênh truyền hình tiếng dân tộc khu vực Tây Nam Bộ của Đài Truyền hình Việt Nam, phát sóng chính thức từ ngày 1 tháng 1 năm 2016. Các chương trình tiếng Khmer được phát sóng từ 05:30 đến 08:00 và từ 13:30 đến 18:00, thời lượng còn lại phát sóng các chương trình tiếng Việt.

## Lịch sử

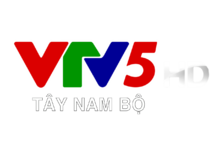
Logo kênh VTV5 HD Tây Nam Bộ (01/07/2016 - 22/11/2019; 13/01/2021 - 31/10/2022)

### VTV Cần Thơ 2
- Ngày 1 tháng 9 năm 2004: Kênh CVTV2 chính thức được lên sóng nhằm phục vụ cộng đồng người dân tộc Khmer sinh sống tại miền Tây Nam Bộ, với thời lượng 18 giờ hàng ngày. Kênh này cũng phát sóng các chương trình tổng hợp như CVTV1, nhưng dành một phần thời lượng phát sóng các chương trình tiếng Khmer.[1]
- Ngày 5 tháng 6 năm 2011: Thay đổi nhận diện từ CVTV2 sang VTV Cần Thơ 2.
- Ngày 1 tháng 1 năm 2016: Thực hiện Đề án Quy hoạch báo chí quốc gia đến năm 2025, kênh VTV Cần Thơ 2 dừng phát sóng và chuyển thành kênh VTV5 HD Khmer, phục vụ cộng đồng dân tộc Khmer tại Việt Nam.

### VTV5 Tây Nam Bộ
- Ngày 1 tháng 1 năm 2016: Kênh VTV5 HD Khmer được ra mắt trên cơ sở chuyển đổi kênh VTV Cần Thơ 2, nhằm mục đích phục vụ khán giả khu vực Tây Nam Bộ. Tổng khống chế được đặt tại Cần Thơ, tín hiệu được truyền tới trụ sở Đài Truyền hình Việt Nam tại Hà Nội và phát sóng trên các hạ tầng truyền dẫn để phục vụ khán giả cả nước.
- Ngày 13 tháng 6 năm 2016: Sau khi có giấy phép của Bộ Thông tin và Truyền thông, kênh VTV5 HD Khmer thay đổi nhận diện sang VTV5 Tây Nam Bộ.
- Ngày 13 tháng 1 năm 2021: VTV5 Tây Nam Bộ chính thức được phát sóng với độ phân giải cao HD 1080i tại khu vực Tây Nam Bộ và khắp cả nước.
- Ngày 4 tháng 10 năm 2022: Hệ thống tổng khống chế kênh VTV5 Tây Nam Bộ được chuyển về trụ sở Đài Truyền hình Việt Nam tại Hà Nội. Hiện tại, Trung tâm truyền hình Việt Nam tại khu vực Tây Nam Bộ chỉ thực hiện sản xuất và kiểm duyệt nội dung các chương trình cho hai kênh VTV5 Tây Nam Bộ và VTV Cần Thơ, sau đó gửi ra Hà Nội để phát sóng và truyền dẫn trên các hạ tầng phục vụ khán giả cả nước.

## Thời lượng

### VTV Cần Thơ 2/CVTV2
- 1 tháng 9, 2004 - 31 tháng 12, 2015: 05:30 - 24:00 hàng ngày.

### VTV5 Tây Nam Bộ
- 1 tháng 1, 2016 - 18 tháng 3, 2020; 1 tháng 5, 2020 - 28 tháng 2, 2021: 05:30 - 24:00 hằng ngày.
- 19 tháng 3, 2020 - 30 tháng 4, 2020: 05:00 - 24:00 hằng ngày.
- 1 tháng 3, 2021 - nay: 24/24h